# Phymatodes conjugata
Phymatodes conjugata là một loài thực vật có mạch trong họ Polypodiaceae. Loài này được (Reinw.) J. Presl miêu tả khoa học đầu tiên năm 1836.